# Meleagris

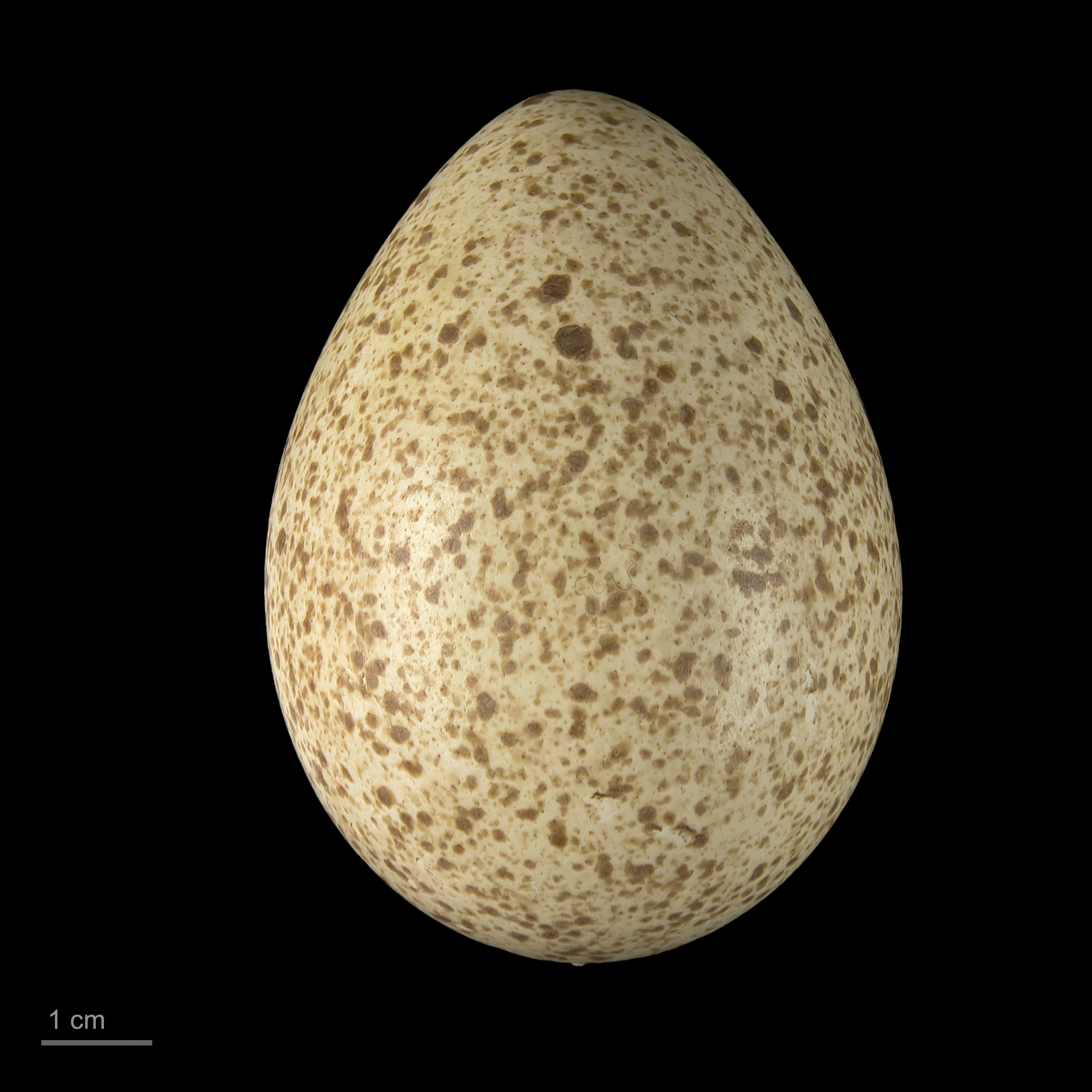
Meleagris gallopavo - MHNT

Meleagris este o cladă de păsări galiforme din familia Phasianidae, care include specii native din America.

## Galerie

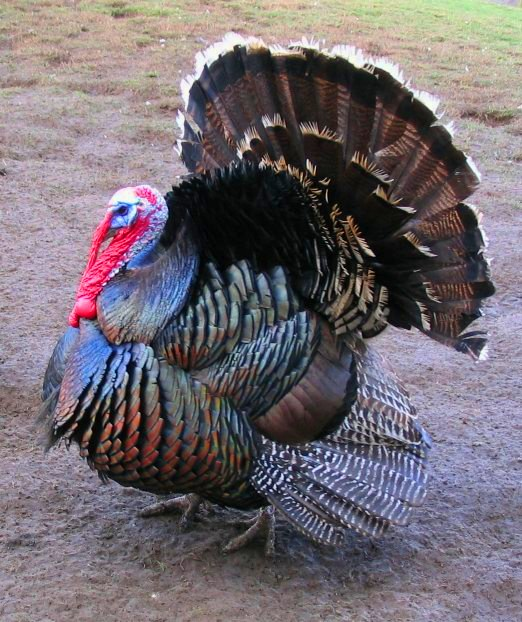
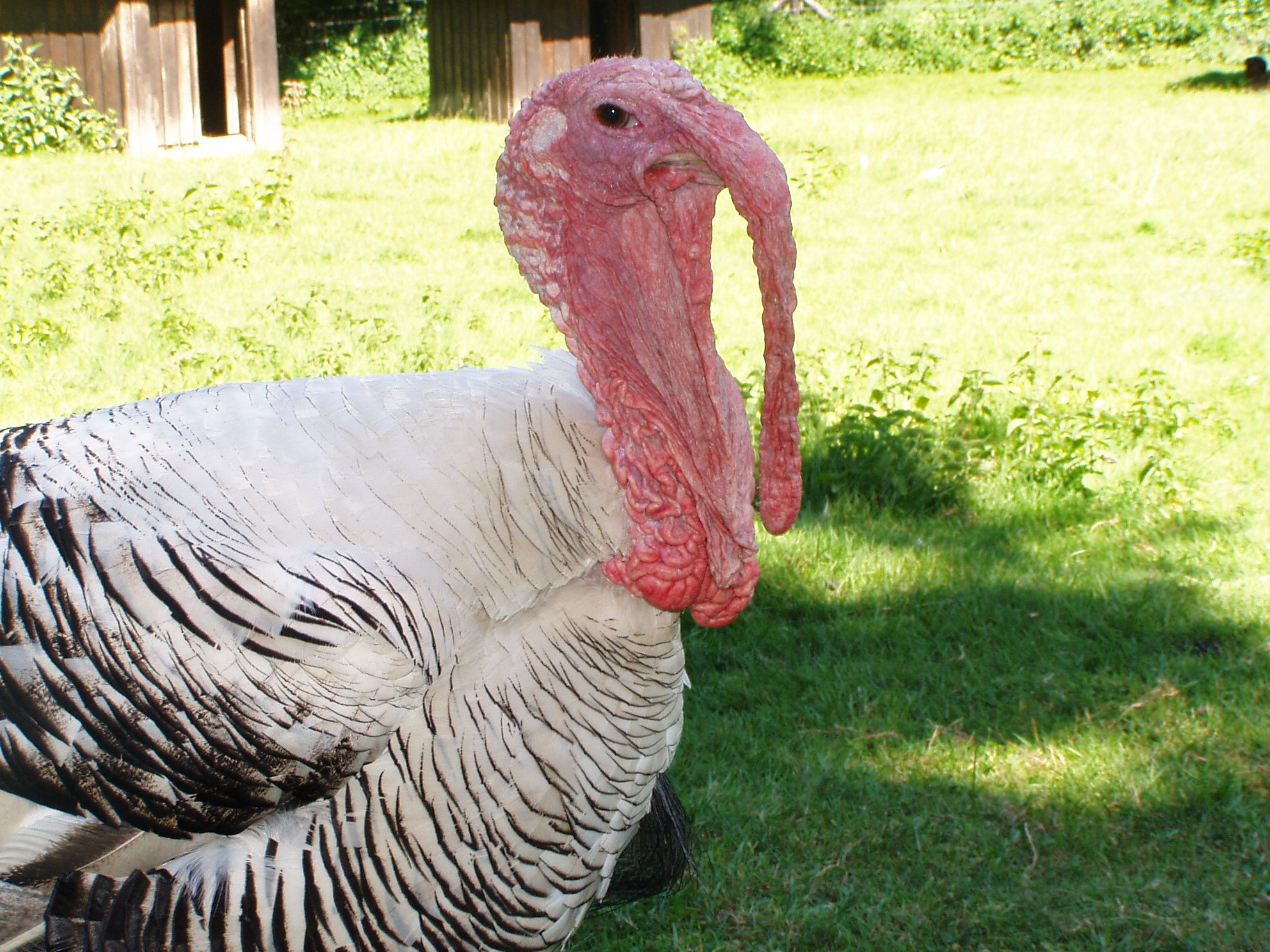
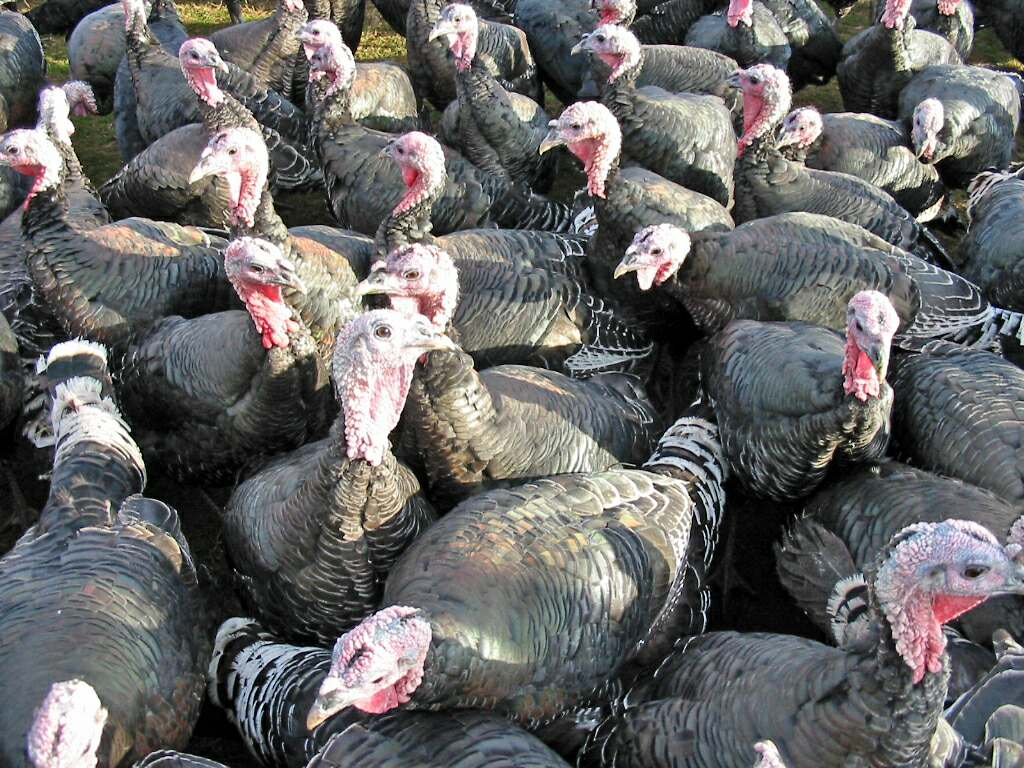
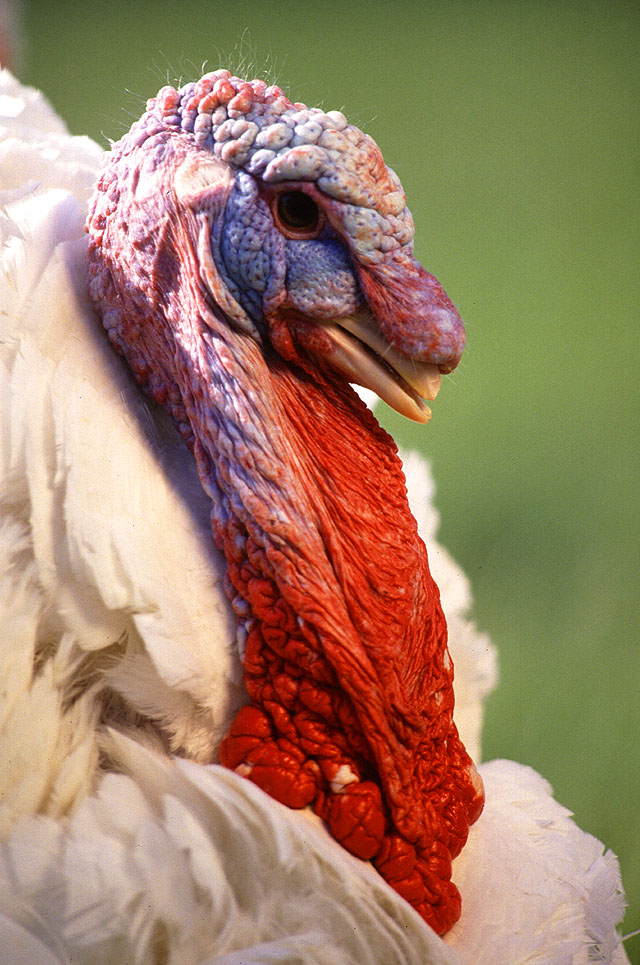